# Костёл Святого Иосифа (Николаев)
Костёл Святого Иосифа (укр. костел Святого Йосипа, пол. kościół świętego Józefa) — католический храм в Николаеве, расположен на углу улиц Декабристов и Адмирала Макарова. Архитектор В. А. Домбровский. 
Величественное здание из красного кирпича с цветными витражными окнами выдержано в стиле “кирпичной готики”. Внутри костела стоит немецкий орган.

## История

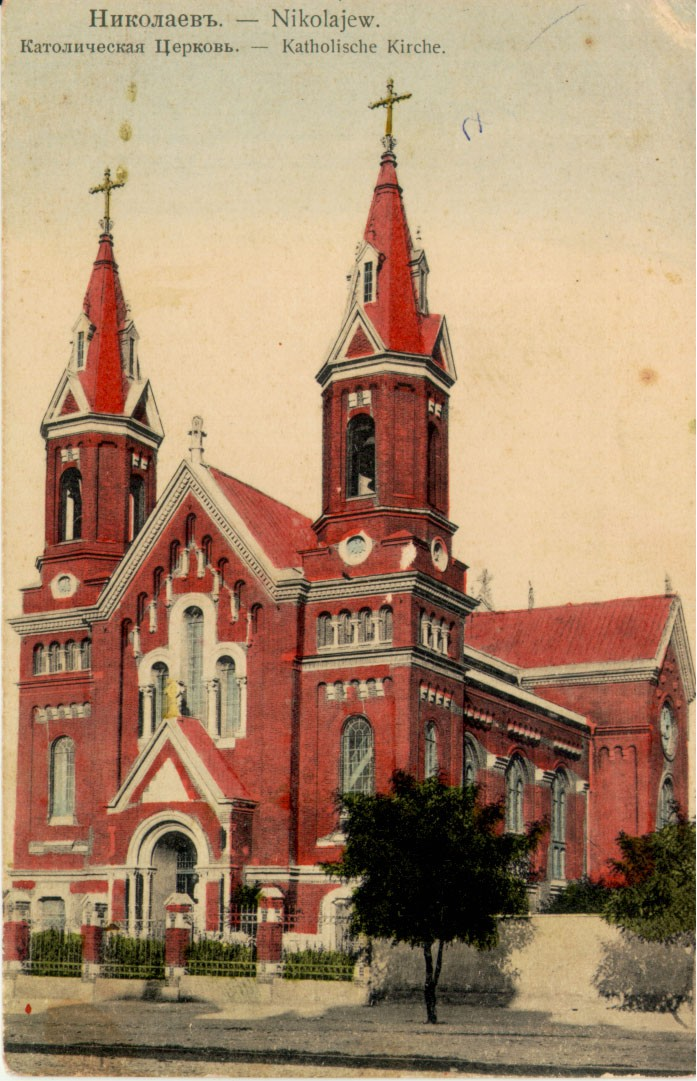
Костёл Святого Иосифа, XIX ст.

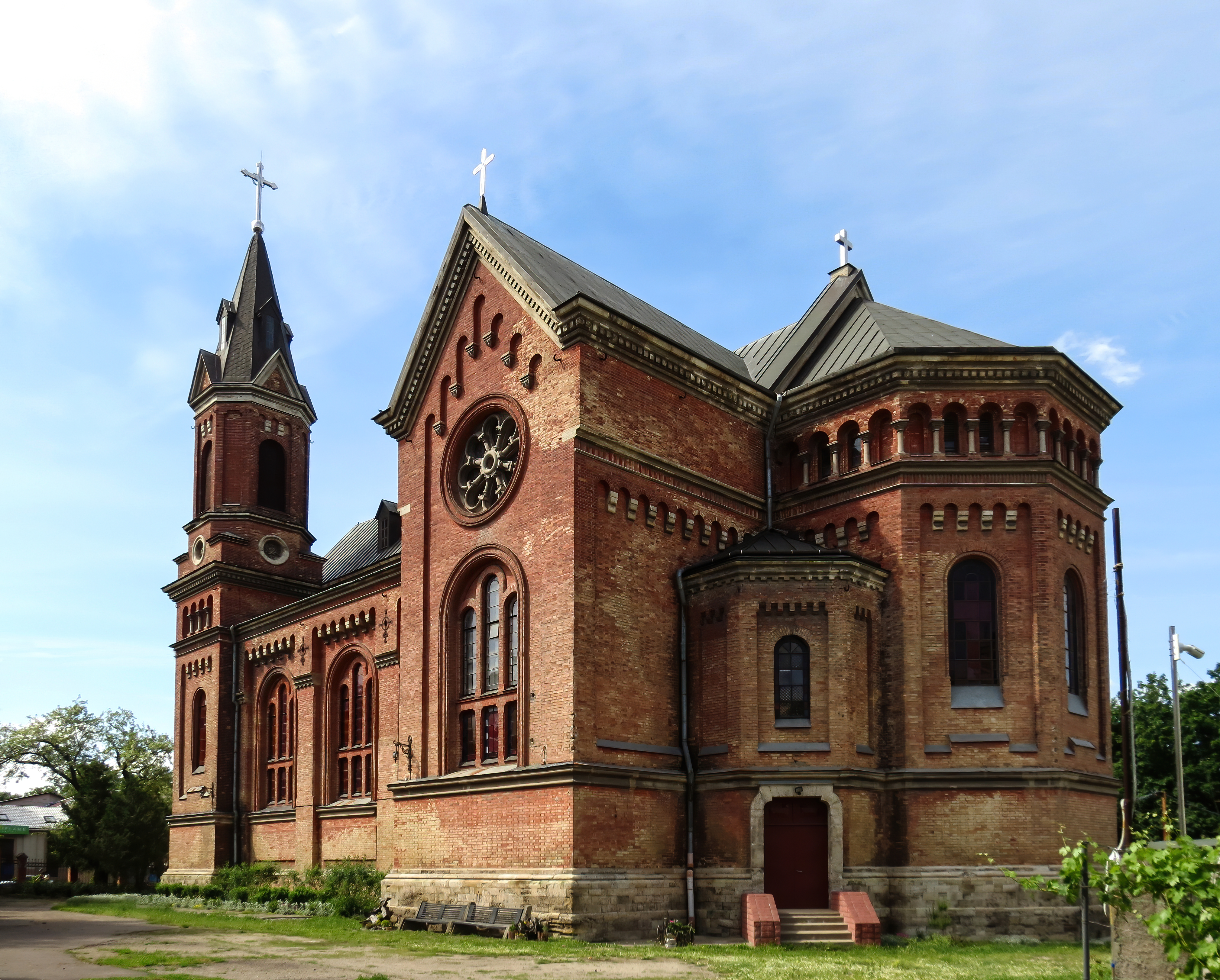
Задний и боковой фасады

- 1792 — первое упоминание о существовании католической общины.
- 1794 — освящение первого католического храма (по всей вероятности это была церковь св. Николая).
- XVIII—XIX век — в храме служат: о. Банкаляри, итальянец, о. Августин Люткевич, о. Феликс Корман, о. декан Никодим Черняхович — поляки.
- 1896, 15 сентября — освящение нового храма Св. Иосифа, Обручника Пресвятой Девы Марии. Освящение совершил Его Преосвященство Антоний Церр, Епископ Тираспольский (прибывший из Саратова). Городская Дума бесплатно выделила землю под собор. Также бесплатно католики получили песок и воду. За счет города замостили улицу и установили фонари. Город выделил 500 рублей на сооружение металлического забора. Строительство длилось пять лет.
- около 1900 — о. Никодим Черняхович основывает приходское общество милосердия. О. Черняхович строит при храме приходскую школу и приют для бедных детей.
- Гонения после революции, в 1934 арестован последний настоятель храма, о. Христиан Зиско. В 1936 он был вывезен в Сибирь и расстрелян.
- в 1936 году храм был закрыт и передан краеведческому музею.
- в 1941 году — с разрешения немецких оккупационных властей католический храм был вновь открыт.
- 1944 — нацисты устроили в храме бойню для скота и лошадей.
- 1949 — в храме расположился клуб общества «Трудовые резервы»

### Возрождение прихода
- В 1989 году в Николаеве была зарегистрирована католическая община в Широкой Балке, в доме прихожанки. В 1991 году здание храма в плачевном состоянии возвращено верующим. Убранство храма было уничтожено, внутри были сооружены железобетонные перекрытия и второй этаж. На месте, где похоронен был священник, располагался туалет.
- 1991 — в Николаев приезжают о. Кароль Тваровский из Общества Христа для Заграничной Полонии и Сестры монахини из ордена Сестёр поклонения Крови Христовой.
- 1991 — епископ Каменецко-Подольский, Ян Ольшанский совершает повторное освящение храма. Начинается реконструкция.
- 1996 — о. Славомир Бураковский организует торжественное празднование по случаю 100-летия храма св. Николая.
- 2000 — о. Ричард Карапуда завершает малярные работы внутри храма.
- 2006 — в храме снова звучат колокола: св. Иосиф (230 кг) и св. Климентий (180 кг) — в 110 годовщину освящения святыни.
- 28 марта 2008 г. — епископ Одесский Бронислав Бернацкий совершает освящение нового органа.